# Iante (figlio di Atlante)
Iante  (in greco antico: Ὑάς?) è un personaggio della mitologia greca, fu un arciere che fu ucciso dalla sua preda.

## Genealogia
Figlio del primo leggendario re della Mauretania, il titano Atlante e dell'Oceanina Pleione.
Non si hanno notizie di sue spose o progenie.

## Mitologia
Alcune storie lo fanno morire dopo una battuta di caccia in Libia dove fu ucciso da un leone mentre altre dicono che fu morso da un serpente o da un cinghiale.
Con dolore, cinque delle sue sorelle (che furono chiamate Iadi), piansero la sua morte fino a morire di dolore e Zeus, compassionato del loro amore decise di trasformarle nell'asterismo delle Iadi, mentre le rimanenti sette furono chiamate Pleiadi e diedero il nome alle omonime stelle del cielo settentrionale.